# Camborne
Camborne (Cornish: Kammbronn)  ist eine Stadt in Cornwall, England.  Die Bevölkerung bei der Volkszählung 2011 war 20.845. Der nördliche Rand der Gemeinde umfasst einen Abschnitt des South West Coast Path, Hell’s Mouth und Deadman's Cove.

## Sprachliches
Das cornische Wort cam wird mit crooked in das Englische übersetzt, zu deutsch wäre das gebogen, gekümmt. Der cornische Begriff bryn – auch brynnow kann mit Berg übersetzt werden. Somit kann von der Wortbedeutung der Name Camborne mit Gekrümmter Berg oder Krümmung des Berges übersetzt werden.
Umlautungen führten zu der heutigen Form, denn für 1182 wird ein Balcherus de Camberon erwähnt, im 13. und 14. Jahrhundert wird eine Ortschaft namens Cambron genannt, seit 1431 dann Camborne. Eine weitere Schreibweise war Camvron mit v, also eine Umlautung von b und v stattgefunden haben kann. Eine Zusammensetzung aus camm und bronn gilt als allgemein akzeptiert.
Kammbronn ist – 1986 computerassoziiert aufgekommen – eine an das Bretonische angelehnte Schreibweise, die nicht unumstritten ist.

## Klima

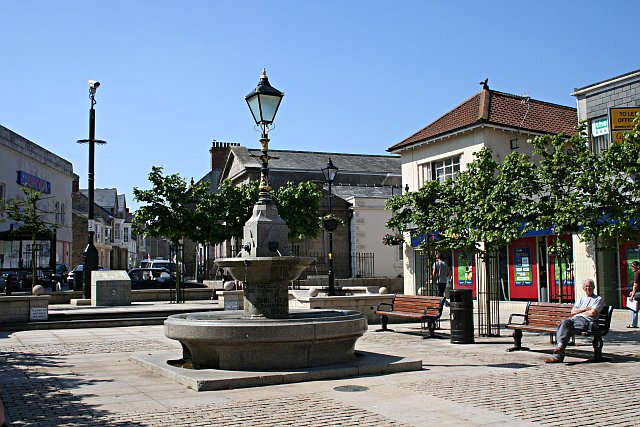
Commercial Square, Zentrum von Camborne

Das Klima in Camborne is warmgemäßigt. Das Jahresmittel der Temperaturen beträgt 11,4 °C und die durchschnittliche Jahresniederschlagsmenge liegt bei 914 mm. Die durchschnittliche Sonnenscheindauer beträgt 67,96h/Monat bzw. 2069,19 h im Jahr. Der Juni ist am niederschlagsärmsten, der November ist der niederschlagsreichste Monat des Jahres. Der Juli ist mit durchschnittlich 16,4 °C der wärmste Monat des Jahres und der Februar mit durchschnittlich  6,9 °C der kälteste Monat des Jahres.

## Geschichte

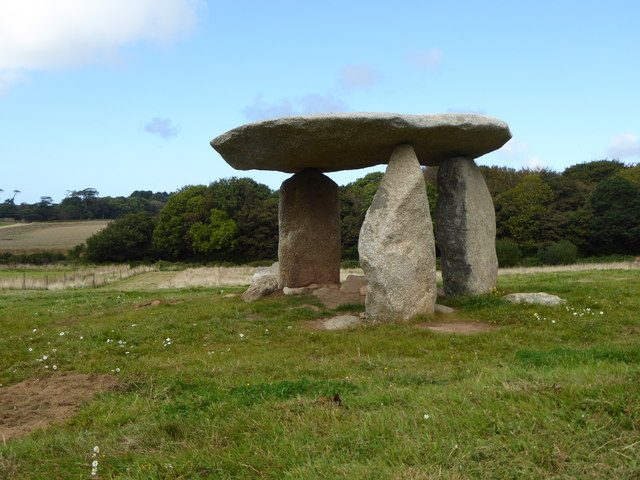
Carwynnen Quoit

Carwynnen Quoit ist ein Dolmen aus der Jungsteinzeit in Carwynnen in der Nähe von Camborne. Es ist auch als „The Giant’s Quoit“, „The Giant’s Frying Pan“, „Pendarvis Quoit“ und „Pendarves Quoit“ bekannt. Er stürzte 1966 ein und wurde 2014 wieder aufgebaut.
Die erste Erwähnung als Kirchengemeinde datiert auf das Jahr 1181. Allerdings wurde 1931 mit der Ausgrabung einer ruinösen römischen Villa bei Illogan nahe Camborne der Nachweis einer bereits früheren Besiedelung der Gegend erbracht, wobei dies die einzige bekannte römische Villa in Cornwall ist. Auch steinzeitliche Monumente in der Umgebung deuten auf eine Jahrtausende alte Besiedlung. Christliche Altarsteine datieren auf das 10. und 11. Jahrhundert. Sie befinden sich heute in der Pfarrkirche. Seit 1400 wurde erster Bergbau vorgenommen, Abbau in Stollen begann im 16. Jahrhundert. Eine Beschreibung von John Norden aus dem Jahre 1584 beschreibt Camborne wie folgend: A churche standinge among the barrayne hills. Ab 1708 besaß Camborne Marktrecht, das wohl auf dem Zinnabbau fußte. In der ersten Hälfte des 19. Jahrhunderts wuchs die Bevölkerung von ca 2000 Einwohnern auf über 4000 an, ein Gaswerk wurde errichtet und zwei Eisenbahnlinien gebaut. Für den Bergbau maßgeblich war in dieser Gegend die Familie Basset.

### Bergbau und Geologie
Die Gegend um Camborne und Redruth hat als Untergrund metamorphes Gestein und Granit, das von einer großen Erzader durchzogen wird. Entlang dieser entwickelten sich großen Bergwerksanlagen. Dort war früher eines der reichsten Zinnabbaugebiete der Welt, zudem wurde auch Kupfererz abgebaut. Auch Arsenate, Wismuth, Antimon, Cobalt und Uran kommen vor. Man geht davon aus, dass dort schon in prähistorischen Zeiten Erz abgebaut wurde. Zu dieser Zeit wurde erst ein Eiserner Hut (engl. „gossan“) angegraben. Im 16. Jahrhundert ist ein Stollenbergbau bezeugt. Seine Blütezeit erlebte der Bergbau im 18. und 19. Jahrhundert. Bereits 1720 war ein Bergwerk bereits 91 m in die Tiefe getrieben worden:
Am 7. Oktober 1873 kam es in Camborne zu einem Aufstand der Bergarbeiter. Daran  beteiligten sich auch ihre Frauen und ein Großteil der Bevölkerung der Stadt. Der Auslöser war die Verbitterung der Bergarbeiter über Übergriffe der Polizei, die unverhältnismäßige Gewaltanwendung durch die Polizei und die Verhaftung von Kameraden, die sich der Polizei widersetzt hatten. Durch den Einsatz der Armee wurde der Aufstand am Folgetag unterdrückt. Er machte Schlagzeilen bis nach Australien.
Das einzige heute noch betriebene Bergwerk ist die South Crofty Mine in Carn Brea, östlich von Camborne. Es kann in Teilen besichtigt werden. Das Zinn für die Bronze-Medaillen bei den Olympischen Spielen 2012 in London wurde dort gewonnen.
Heutzutage führt durch das Gebiet der großen Erzader ein Wanderweg, der „Great Flat Lode Trail“, auf dem die bergbauliche und bergmännische Vergangenheit erkundet werden kann.

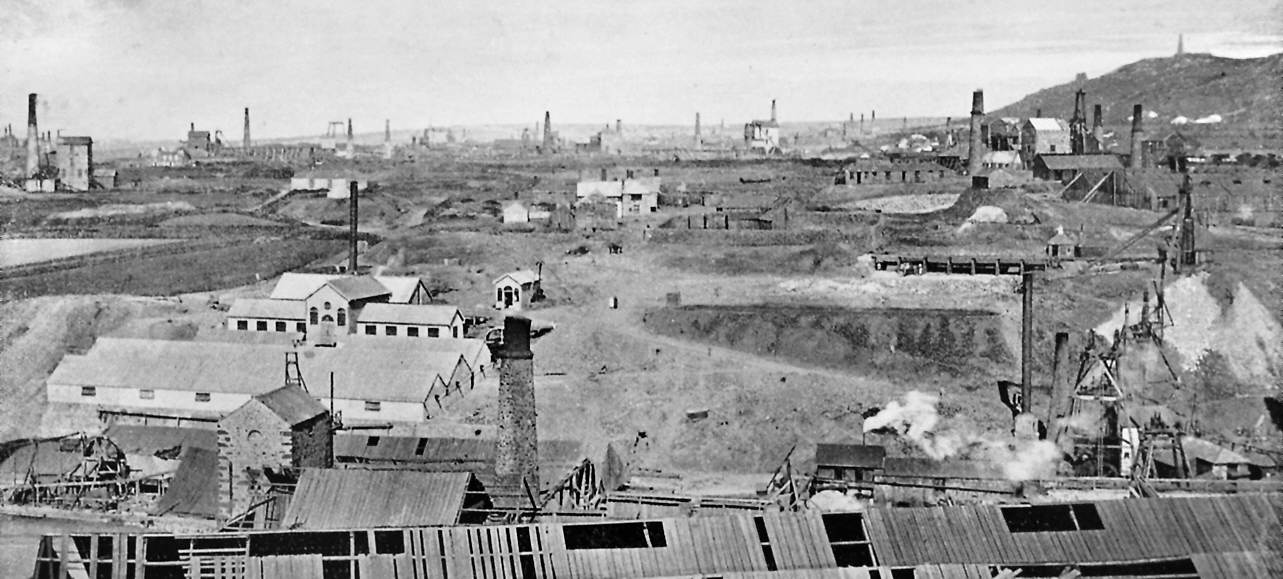
Ostansicht der Dolcoath Mine, 1893

### Dolcoath Mine
Eines der größten Bergwerke war Dolcoath. Es hatte eine Teufe von zuletzt 1000 Metern und betriebsbereite Stollen mit einer Gesamtlänge von etwa 19 Kilometern sowie aufgegebene (nicht mehr genutzte) Stollen mit einer Gesamtlänge von etwa 40 Kilometern. Der Abbau begann um 1720. Anfangs wurde dort vor allem Kupfererz abgebaut, später war Zinn die Haupteinnahmequelle. Nebenbei wurde etwas Silber und Wismuth gewonnen. Bereits 1778 war eine Teufe von 180 m erreicht worden. Seit den 1860er Jahren war Dolcoath das bedeutendste Zinnbergwerk Großbritanniens.
Nach einer Folge von Grubenbränden in den 1890er Jahren und dem Einsturz aufgegebener Stollen für den Kupferabbau begann der Niedergang des Bergwerks. Es schloss in den 1920er Jahren, nachdem der Zinnpreis gefallen und sein weiterer Betrieb nicht mehr rentabel war.

### Camborne School of Mines
Die Camborne School of Mines, die heute zur Universität von Exeter gehört und eine internationale Studentenschaft hat, fußt auf der Bergbautradition. Sie geht auf eine Initiative von 1829 zurück und wurde 1888 gegründet. 1993 erfolgte die Vereinigung mit der Universität Exeter und im Jahr 2004 zog sie um auf den Penryn Campus bei Falmouth.

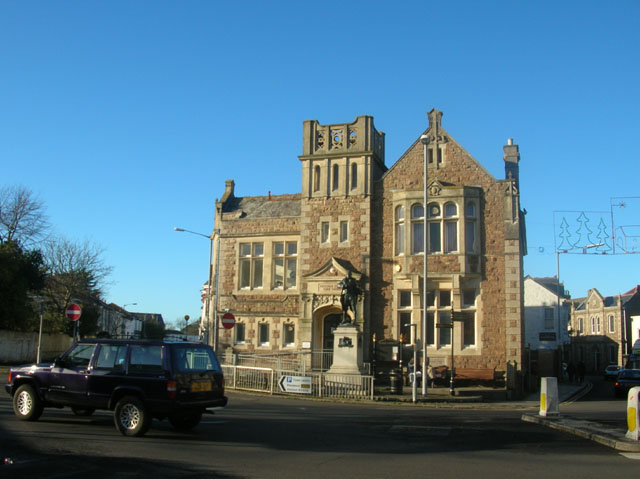
Camborne Public Library, davor die Statue von Richard Trevithick

## Richard Trevithick
Richard Trevithick wurde 1771 in Illogan in Cornwall geboren und besuchte die Schule in Camborne. Er gilt als Erfinder der Hochdruckdampfmaschine – eine Bauart, die ohne das Kondensieren des Abdampfs auskommt und sich als die am weitesten verbreitete Bauform der Dampfmaschine durchsetzte. 
Im Jahre 1801 konstruierte Trevithick den Dampfwagen Puffing Devil, den er in Camborne erprobte. Dabei soll das Fahrzeug eine Geschwindigkeit von 9 mph (ca. 14 km/h) erreicht haben. Es war das erste Fahrzeug, das ein Blasrohr zur Verstärkung des Luftzugs im Schornstein mit Hilfe des Abdampfs aus den Zylindern der Dampfmaschine einsetzte – eine Erfindung, die ebenfalls Trevithick zugeschrieben wird. 
Ein Jahr entwickelte Trevithick mit der Pen-y-Darren die erste funktionstüchtige Dampflokomotive für die Eisenbahn. Sie war in der Lage, zehn Tonnen Eisen über eine Strecke von 15,7 Kilometern zu transportieren. Aufgrund des hohen Gewichts der Lokomotive hielten die damaligen gusseisernen Schienen der Belastung jedoch nicht stand und wurden bei der Fahrt beschädigt, weshalb die Lok nur einmal eingesetzt wurde.  
Trevithick stand in Kontakt mit bedeutenden Persönlichkeiten seiner Zeit, darunter James Watt, der Erfinder Niederdruckdampfmaschine, der Chemiker Humphrey Davy sowie der Industrielle Matthew Boulton. In jungen Jahren galt Trevithick als guter Ringer.
Trotz seiner bahnbrechenden Erfindungen blieb ihm die finanzielle Anerkennung weitgehend verwehrt. 1833 starb Trevithick verarmt in Dartford, nachdem ihm das britische Parlament eine Altersrente verweigert hatte. Er erhielt ein einfaches Armenbegräbnis an seinem Sterbeort.
Francis Trevithick, der 1812 geborene Sohn von Richard Trevithick, war Locomotive Superintendents bei der Grand Junction Railway und später bei der Northern Division der London and North Western Railway (LNWR).

## Weitere Personen mit Bezug zu Camborne
- Garstin Cox (1892–1933), Landschafts- und Küstenmaler
- Barbara Joyce West Dainton (1911–2007), eines der Babys, die sich als Passagiere an Bord der Titanic befanden
- Zoie Palmer, britisch-kanadische Schauspielerin

## Verkehrsanbindung
Camborne hat über die Schnellstraße A30road in westlicher Richtung Anbindung an St Ives und Penzance. In östlicher Richtung führt die A30 nach Bodmin. Über die A3047road ist Camborne mit der Nachbargemeinde Redruth verbunden. Von dort existieren über die A393road, die A39road und die A390road Verbindungen nach Falmouth und Truro.
Mehrere kleinere Flughäfen befinden sich in der Nähe – Newquay Cornwall Airport (NQY 32.79 km), Flughafen Land’s End (LEQ 35.92 km), St Mary’s Airport (ISC 78.34 km) –, die auch von den englischen Großflughäfen angeflogen werden.

## Sehenswürdigkeiten in der Umgebung
- South Crofty Mine
- Carn Brea Castle
- Royal Cornwall Museum, Truro[11], dort Cobalt-Mineralien in daraus gefertigte Produkte ausgestellt
- Tehidy Country Park, ein Naturpark[27]
- King Edward Mine Museum[28]
- Carwynnen Quoit, ein steinernes Monument[29]